# نيكولا ستيفانوفيتش
نيكولا ستيفانوفيتش (بالصربية: Никола Стевановић) مواليد 21 مايو 1987 في بلغراد، جمهورية صربيا الاشتراكية، هو ملاكم محترف صربي يصنف ضمن فئة الوزن المتوسط.

## إحصائيات
خاض خلال مسيرته 25 نزالا، فاز في 23 وتعادل في 1 وخسر في 1. فاز بالضربة القاضية في 8 نزالات.

## روابط خارجية
- نيكولا ستيفانوفيتش على موقع بوكس ريك (الإنجليزية) (registration required)